# Dicranomyia athabascae
Dicranomyia athabascae är en tvåvingeart som beskrevs av Alexander 1927. Dicranomyia athabascae ingår i släktet Dicranomyia och familjen småharkrankar. Inga underarter finns listade i Catalogue of Life.